# パンプキン爆弾

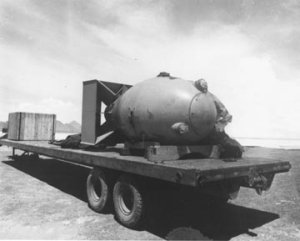
パンプキン爆弾

パンプキン爆弾（パンプキンばくだん、かぼちゃ爆弾、Pumpkin bomb）は、第二次世界大戦（大東亜戦争 / 太平洋戦争）中にアメリカ軍が開発、使用した爆弾。弾体が橙黄色に塗装されていたことから「パンプキン」の名がある。1945年8月9日に長崎に投下された原子爆弾（原爆）「ファットマン」の模擬爆弾として知られる。

## 概要
正式名称は「1万ポンド軽筒爆弾」（Light-case,10,000-pound weapons）。ファットマンとほぼ同一の形状を有し、質量もファットマンとほぼ同一になるよう調整された模擬原爆で構造分類上での通常型爆弾のコードネームである。マンハッタン計画に携わる、ロスアラモス研究所の科学者と兵士によって命名された。
この爆弾は原爆投下に備えた爆撃機乗員訓練のためと、今までに例のない特殊な形状をしたファットマンが爆撃機（原爆搭載が可能なように特別に改修したB-29）から投下され爆発するまでの弾道特性・慣性能率等の様々な事前データ採取のために、いわば「模擬原爆」として製作された。パンプキン爆弾はその膨らんだ形状のため空気抵抗により投下中の軌道が安定しないことが予想され、実際に米国内での実験では目標から予想以上に外れたことが報告されている。従来の爆撃は夜間の大編隊爆撃であったが、原爆はより正確に昼間に目視で投下することが予定され、また原爆を落とす際には巻き添えをふせぐために大編隊飛行を避ける必要があり、パイロットを慣らすための原爆投下の予備訓練としての意味で少数機による編隊で日本で実地投下された。少数機で投下に行くことで異常に気づかれ迎撃が集中しないよう、日本側を慣れさせておく目的もあったことが米軍公刊戦史には記されている。

## 構造
爆弾重量1万ポンド（4.5トン）、爆弾重量比51%、高性能接触信管 AN-MK219 instantaneous nose fuz (s) es を3個を装着している。長さ3.3mで、カボチャのような形状と黄色く塗られた色からパンプキンと名付けられた。
ファットマンとパンプキン爆弾の内容物を除く主な相違点は、爆弾前部に取り付けられた触発信管の数（ファットマンは4基、パンプキン爆弾は3基）とファットマンを起爆させるためのレーダー・無線装置の有無と爆弾外殻の組立方式（ファットマンはボルト結合、パンプキン爆弾は溶接結合）の3つである。
パンプキン爆弾は内容物によって2種類が存在し1つはTNT火薬を主成分とした高性能爆薬を充填したタイプ、もう1つはセメントや石膏を用いたコンクリート混合物が充填されたタイプであった。いずれのパンプキン内容物もファットマン原爆の内容物球体コア（プルトニウムと、それを核分裂させるシステム。爆縮レンズ）とほぼ同一の形状・比重・質量配分になるよう調整され、爆弾内部のコア配置位置も全く同じとされた。これにより、原爆投下行動に対する有効な事前データが採取できたといわれる。
なお、当時の日本の新聞では「1トン爆弾」と表現しているものが多い。

## 実戦投入
投下の目標とされたのは原爆投下候補地だった京都市、広島市、新潟市、小倉市の各都市を4つのエリアに分けた周辺都市（広島市ならば宇部市、新居浜市など、新潟市ならば富山市、長岡市など）にあった軍需・民間の大規模工場・鉄道操車場等であった。1945年7月20日、新潟エリアである富山市・長岡市・福島市・東京都（実例の一部として、現在の練馬区大泉学園地区、西東京市の西武柳沢駅近辺）へ計10発投下されたのを皮切りに、18都府県30都市に49発（うち1発は任務放棄し爆弾は海上投棄された）が投下された。第509混成部隊によって1945年7月20日、24日、26日、29日と8月8日、14日に投下され 、全体で死者400名・負傷者1300名を超す被害が記録されている。
以下は主な例（目標地点は「Supplementary Table Twentieth Air Force Special Bombing Missions 509th Composite Group「509th CG表」による）。 
- 1945年（昭和20年）7月20日
  - 茨城県多賀郡大津町（現・北茨城市大津町） - Target name: Otsu[1]
    - 米軍資料には爆撃の記録が残るが着弾点は不明のままになっている[1]。

  - 東京都 - Target name: Tokyo[1]
    - 1945年7月20日午前8時22分ごろ、東京駅八重洲口前の外堀通り、呉服橋と八重洲橋の中間に位置する堀に投下された（『東京大空襲・戦災誌』）[1]。周辺にいた1人が死亡、62人が負傷、全壊、半壊が1棟ずつ。この投下は陸軍航空隊のエリートパイロットでB-29「ストレートフラッシュ」の機長であったクロード・イーザリーによるもので、本来の爆撃目標は福島県郡山市の郡山駅だったが、雲で見えず東京に変更し、皇居に向けて投下したものが外れた結果だった（昭和天皇の殺害を目論んだとも言われている[7]）。アメリカ軍は、降伏交渉相手であると同時に日本人に対する心理的影響を懸念して、皇居を狙ったいかなる攻撃も禁止していたため、イーザリーのこの独断行為は命令違反とされた。そのため、本来広島への原子爆弾搭載機に指定されていたイーザリーの搭乗する「ストレートフラッシュ」は任務を外され、「エノラ・ゲイ」の気象観測機として随伴することとされた。

  - 品川製造工場 - Target name : Shinagawa Manufacturing Plant[8]
    - 記録によると目標に投下されることなく海上投棄（Dropped Bomb at Sea）された[8]。
- 7月24日
  - 四日市重工業 -  Target name : Heavy Industry Yokkaichi[1]
    - 7月24日午前7時40分[9]に四日市市日永地区（1941年〈昭和16年〉まで三重郡日永村）の「第二海軍燃料廠・日永の疎開工場（山の工場）」の敷地内の安政池にパンプキン爆弾が投下され着弾した。安政池の北にあった海軍官舎が被災、親子2人が死亡[10]。
    - なお、四日市は7月24日にB-29による空襲も受けている[1]。

  - 滋賀県大津市 -  7月24日午前7時47分　軍需工場であった繊維工場に落下、同工場にいた16名が死亡した。1.5km先でも爆風が届いたとの証言がある（後述）[2]。
- 7月26日
  - 大阪市 -  Target name : Osaka[11]
    - 7月26日9時26分、大阪市東住吉区田辺の住宅密集地に投下されて7人が死亡（恩楽寺山門「模擬原子爆弾投下跡地之碑」）[12]。485棟の建物が被災、73人が負傷した。遺体が10ｍ近くも吹き飛ばされていたとの証言もある[2]。ただし、投弾箇所や時刻は資料により異なる[11]。
- 7月29日
  - 舞鶴海軍基地 - Target name : Maizuru Naval Base[8]
    - 旧舞鶴海軍工廠に投下され動員学徒19人を含む97人が死亡[13]。

  - 中島飛行機エンジン工場 - Target name : Nakajima Al C Engine Plant[8]
    - 中島飛行機エンジン工場のあった東京都保谷町（現：西東京市）に投下[8]。畑仕事をしていた3人が死亡したほか、11人が負傷した[14][15]。
- 8月8日
  - 四日市重工業 - Target name : Yokkaichi heavy Industries[8]
  - 内部石油精製所 - Target name : Utsube Oil Refinery[8]
    - 8月8日には四日市市に2発が投下された[8]。午前8時40分、四日市市千歳橋付近に着弾、死者2名、負傷者56名。同日午前8時50分、四日市市塩浜町鈴鹿川堤防左岸（塩浜小学校の東約500メートル）に着弾、死者2名。1945年8月8日模擬原爆着弾地

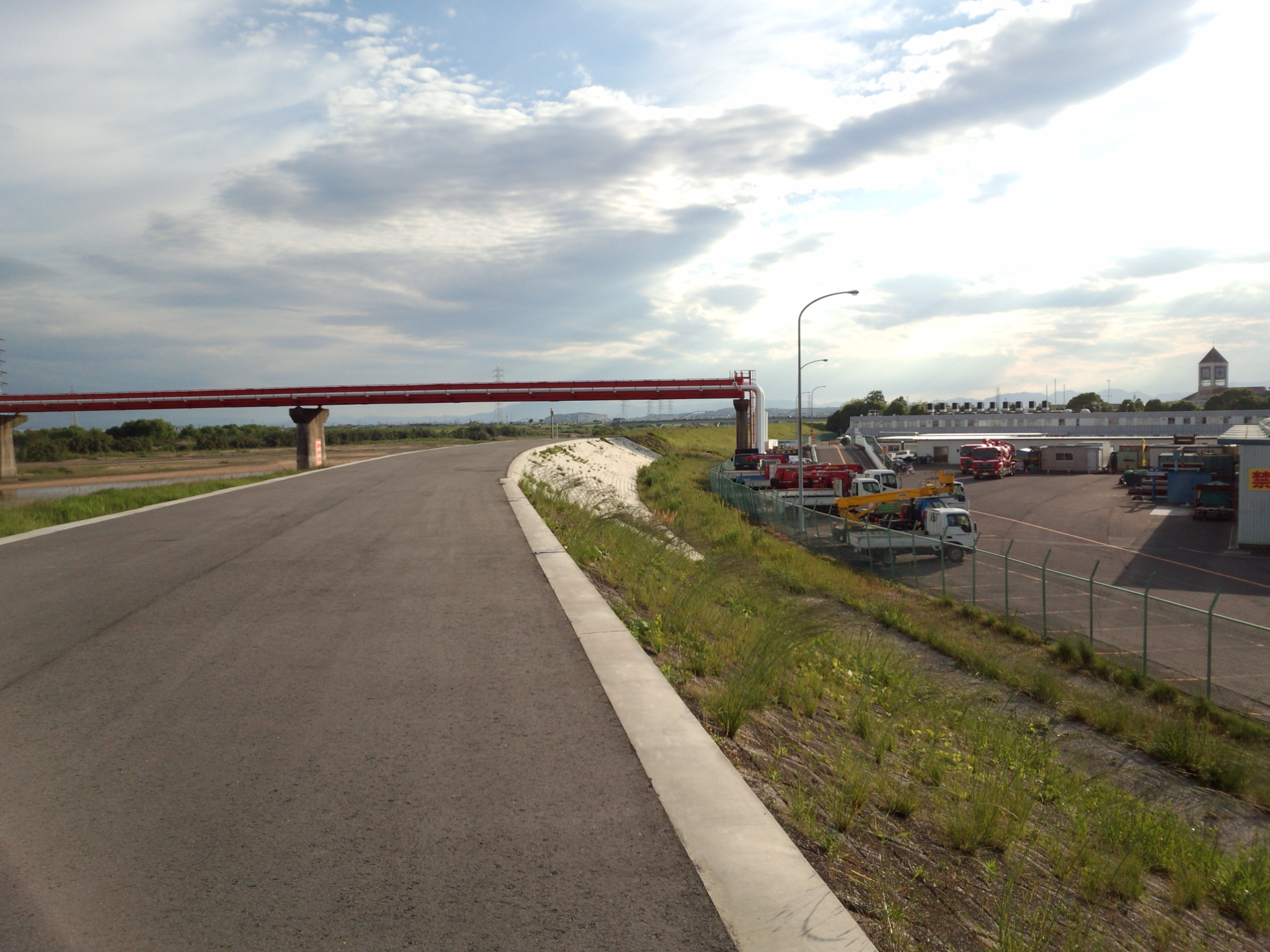
1945年8月8日模擬原爆着弾地

    - 7月24日と8月8日の四日市市への投下は3発とも第二海軍燃料廠を攻撃目標としたものである。7月24日の投下は曇っていたためレーダーによるもの、8月8日の投下は2発とも目視投下であった[16]。

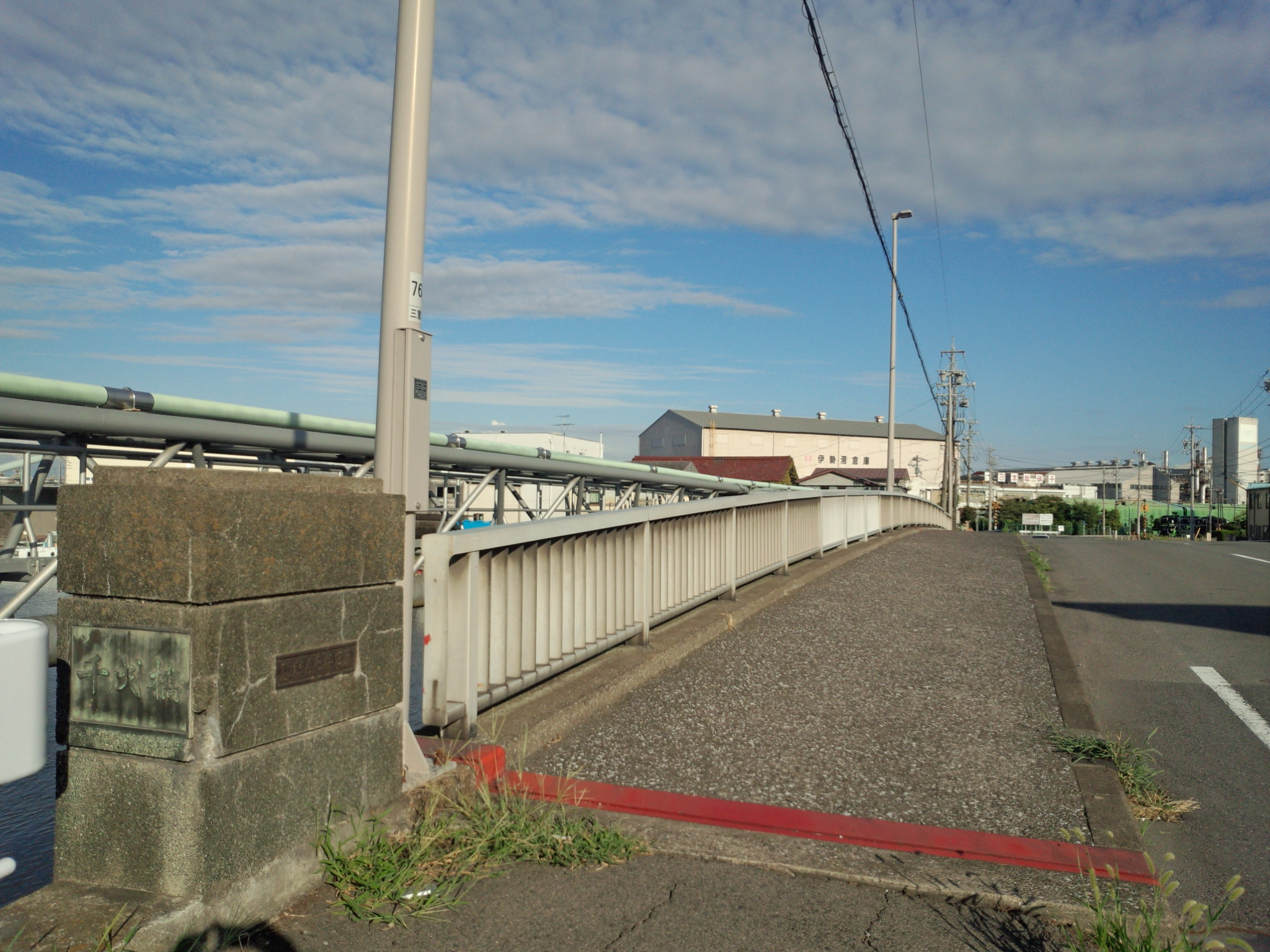
四日市 模擬原爆 着弾地 千歳橋

7月から8月にかけ49発を投下、多くが原爆投下の可能性のある都市の近くで、約400人が死亡、約1200人が負傷した。なお、投下は爆撃手の目視によると厳命されており、天候などの制約があるため、必ずしも目標地点に投下された訳ではない。アメリカ軍の資料によれば、指定された目標に投下できない場合には臨機目標としてどの都市でもいいので町の真ん中に落とすようにという指示があったとされる。そのため、7月26日の訓練では天候悪化により富山の軍需工場への爆撃に失敗しその帰りに島田市（島田空襲）、焼津市、静岡市、名古屋市、大阪市など軍需工場とまったく関係ないところにまで投下されたというような例もある。
搭載機は原爆投下任務時同様にパンプキンを目視にて投下後、速やかに155度の急旋回・急加速にて回避行動をとることとされた。これは原爆投下後、搭載機を含めた攻撃部隊が爆発（爆風）に巻き込まれることを避けるためである。
これに関して、工藤洋三・金子力は異なる見解を著書『原爆投下部隊』で示している。
もっとも、原爆投下任務全てにおいて爆撃機乗員の生命の安全は何ら保障されていなかったようである。
戦後、米戦略爆撃調査団はパンプキンに対して「当該爆弾が目標に直撃及び至近弾となった場合、目標に相当量の構造的被害を与える非常に合理的かつ効果的な兵器であった」との評価を下した報告書をまとめている。原爆投下より前の模擬投下は「フェーズI」として行われ、その後「フェーズII」として8月14日に春日井市に4発、挙母町（現豊田市）に3発投下され、トヨタ自動車工業の工場などが被災している。これは戦後にこの爆弾を使用して効果が得られるかどうかのテストとして行われたもので、有効な兵器とされたが生産コストに見合わないとして不採用とされた。そのため、テニアン島に残っていた66発のパンプキン爆弾はその場で海に沈められ破棄された。爆弾の破棄には機密保持の意味もあったとされる。

## その他
日本各地に投下されたパンプキン爆弾（模擬爆弾）については専門的な研究者ばかりでなく、郷土史研究家などが被害者家族の証言収集活動や様々な資料収集などを行っている。また、被害を受けた市町村では関連する講演会や研究会などが開催されている。
慰霊碑の建立、慰霊祭も行われている。

### 1945年7月24日、大津レーヨンに投下された模擬爆弾
この日、10機のシルバープレートが10個の模擬爆弾を日本各地に投下した。そのうち、機体番号 301号機 ストレートフラッシュは、大津工場（北緯34°58’ - 東経135°54’）に爆弾を投下した。結果は「優秀」と報告された。上空から撮影された爆発直後の写真も保存された。
この工場は、大津市の東洋レーヨン滋賀工場（現、東レ滋賀事業場、大津市園山1）であり、魚雷などを作る軍需工場だった。そこで16人が犠牲になった。
2024年7月24日、大津市浜大津の旧大津公会堂で「県内の模擬原爆被害とその証言を聞く会」主催で講演会が開催された。滋賀県大津市の歴史博物館には実物大の模型がある。